# Campionati del mondo Ironman del 1980
I Campionati del mondo Ironman del 1980 hanno visto trionfare tra gli uomini lo statunitense Dave Scott, davanti ai connazionali Chuck Neumann e John Howard.
Tra le donne si è laureata campionessa del mondo la statunitense Robin Beck.
Entrambi i vincitori hanno registrato il tempo record nella competizione. Dave Scott ha chiuso sotto le dieci ore, con un tempo di 9:24:33, abbassando di quasi due ore il precedente record appartenente Tom Warren nell'edizione del 1979.
Robin Beck ha chiuso sotto le dodici ore, con un tempo di 11:21:24, migliorando il record di più di un'ora e mezza, appartenente a Lyn Lemaire nella competizione del 1979.
Si è trattata della 3ª edizione dei campionati mondiali di Ironman, che si tengono annualmente dal 1978. I campionati sono organizzati dalla World Triathlon Corporation (WTC).

## Ironman Hawaii - Classifica

### Uomini
| Pos. | Tempo    | Nome            | Paese       | Ripartizione tempi | Ripartizione tempi | Ripartizione tempi | Ripartizione tempi | Ripartizione tempi |
| Pos. | Tempo    | Nome            | Paese       | Nuoto              | T1                 | Bici               | T2                 | Corsa              |
| ---- | -------- | --------------- | ----------- | ------------------ | ------------------ | ------------------ | ------------------ | ------------------ |
|      | 9:24:33  | Dave Scott      | Stati Uniti | 0:51:00            | 0:00               | 5:03:00            | 0:00               | 3:30:33            |
|      | 10:24:41 | Chuck Neumann   | Stati Uniti | 1:02:00            | 0:00               | 5:38:00            | 0:00               | 3:44:41            |
|      | 10:32:36 | John Howard     | Stati Uniti | 1:51:00            | 0:00               | 4:28:00            | 0:00               | 4:13:46            |
| 4    | 10:49:16 | Tom Warren      | Stati Uniti | 1:00:00            | 0:00               | 5:40:00            | 0:00               | 4:09:16            |
| 5    | 10:57:07 | Thomas Boughey  | Stati Uniti | 0:55:00            | 0:00               | 5:43:00            | 0:00               | 4:19:07            |
| 6    | 10:58:15 | Gordon Haller   | Stati Uniti | 1:19:00            | 0:00               | 6:12:00            | 0:00               | 3:27:15            |
| 7    | 11:07:42 | Kurt Madden     | Stati Uniti | 1:00:00            | 0:00               | 6:06:00            | 0:00               | 4:01:42            |
| 8    | 11:10:42 | Ladie Shaw      | Stati Uniti | 1:30:00            | 0:00               | 6:06:00            | 0:00               | 3:34:42            |
| 9    | 11:12:26 | James Mensching | Stati Uniti | 1:18:00            | 0:00               | 5:26:00            | 0:00               | 4:28:26            |
| 10   | 11:13:07 | Samuel Barloon  | Stati Uniti | 1:00:00            | 0:00               | 6:13:00            | 0:00               | 4:00:07            |

### Donne
| Pos. | Tempo    | Nome         | Paese       | Ripartizione tempi | Ripartizione tempi | Ripartizione tempi | Ripartizione tempi | Ripartizione tempi |
| Pos. | Tempo    | Nome         | Paese       | Nuoto              | T1                 | Bici               | T2                 | Corsa              |
| ---- | -------- | ------------ | ----------- | ------------------ | ------------------ | ------------------ | ------------------ | ------------------ |
|      | 11:21:24 | Robin Beck   | Stati Uniti | 1:20:00            | 0:00               | 6:05:00            | 0:00               | 3:56:24            |
|      | 15:40:59 | Eve Anderson | Stati Uniti | 1:30:00            | 0:00               | 7:48:00            | 0:00               | 6:22:59            |